# Dda DNK helikaza
Dda (DNK-zavisna ATPaza, Dda helikaza, Dda DNK helikaza) je protein sa 439 aminokiselina i masom od 49,897 Daltona. On je kodiran  genom bakteriofaga T4 faga, virusa koji inficira enterobakterije.

## Biohemija
Dda je molekulski motor, helikaza koja se kreće u pravcu od 5' kraja ka 3' kraju fosfodiesterske osnove nukleinske kiseline. Ona razdvaja lance nukleinskih kiselina koristeći slobodnu energiju oslobođenu hidrolizom adenozin trifosfata.

## Spoljašnje veze
- Aktivnost Dda DNK helikaza